# محمد جابر آل صفا
 محمد جابر بن طالب بن محمد جابر آل صفا العاملي (1870 م - 1945 م). هو مؤرخ وأديب وشاعر لبناني من أهل النبطية في جبل عامل (جنوب لبنان)، وهو صاحب كتاب تاريخ جبل عامل، وهو من أشهر الكتب التي تذكر تاريخ تلك البقعة.

## ولادته نشأته ودراسته
كانت ولادته سنة 1870 م في النبطية، ودرس في المدرسة الأميرية، ولازم الشيخين أحمد رضا وسليمان ضاهر.

## عمله ونشاطاته
كان عضواً فاعلاً في جمعية المقاصد الخيرية الإسلامية في صيدا، وقد انتسب في العام 1908 إلى عضوية الهيئة المركزية لفرع جمعية الاتحاد والترقي – فرع النبطية، المناهضة للحكم العثماني ولكن سرعان ما تركها بسبب اتجاهاتها العلمانية التي كانت تتعارض مع أفكاره الإسلامية.
في العام 1915 أصدر جمال باشا أمراً بمحاكمته مع عدد من رفاقه وأصدقائه بسبب مناوئته للحكم العثماني وانتسابه للجمعيات السرية التي كانت رائجة آنذاك، وقد نجا من حبل المشنقة وأطلق سراحه.
شارك في العام 1920 في مؤتمر وادي الحجير وساهم في وضع مقرراته النهائية. وأسس مع مجموعة من المثقفين جمعية النهضة العاملية في النبطية. عارض الانتداب الفرنسي ونادى بالوحدة العربية وبالحرية والاستقلال، وقد منحه رياض الصلح وسام الاستحقاق عام 1944 م.

## مؤلفاته
له عدد من المؤلفات، بالإضافة إلى العديد من المقالات السياسية والاجتماعية والتاريخية، التي نشرت معظمها في مجلة العرفان، ومن مؤلفاته:
| - سلاف الأفكار في مدح عترة المختار. - تاريخ جبل عامل. - شذرات في الفلسفة والطبيعيات. | - مختارات من الشعر القديم والحديث. - المذكرات في التاريخ. - ثلاثة وخمسون يوماً في عالية. رسالة مخطوطة. |

## وفاته
كانت وفاته عام 1945، ويذكر كحالة في معجم المؤلفين أن وفاته كانت في بيروت؛ غير أنَّ جثمانه نقل إلى النبطية ودفن بها. فيما حكى الزركلي في الأعلام أنَّ آل صفا: ”من أهل (النبطية) في جبل عامل، بلبنان. مولده ووفاته فيها“.

### إشارات مرجعية
1. 1 2  
كحالة، عمر. معجم المؤلفين - ج9. ص. 145. مؤرشف من الأصل في 2019-12-13.
2. 1 2  
الزركلي، خير الدين. الأعلام - ج6. ص. 68. مؤرشف من الأصل في 2019-12-13.